# Гейні (Вісконсин)
Гейні (англ. Haney) — місто (англ. town) в США, в окрузі Кроуфорд штату Вісконсин. Населення — 317 осіб (2020).

## Демографія
Згідно з переписом 2010 року, у місті мешкало 309 осіб у 127 домогосподарствах у складі 90 родин. Було 174 помешкання
Расовий склад населення:
| - 96,8 % — білих - 0,6 % — азіатів - 0,3 % — чорних або афроамериканців |

До двох чи більше рас належало 2,3 %. Частка іспаномовних становила 0,3 % від усіх жителів.
За віковим діапазоном населення розподілялося таким чином: 20,7 % — особи молодші 18 років, 56,6 % — особи у віці 18—64 років, 22,7 % — особи у віці 65 років та старші. Медіана віку мешканця становила 48,8 року. На 100 осіб жіночої статі у місті припадало 113,1 чоловіків;  на 100 жінок у віці від 18 років та старших — 116,8 чоловіків також старших 18 років.
Середній дохід на одне домашнє господарство  становив 61 910 доларів США (медіана — 51 250), а середній дохід на одну сім'ю — 77 868 доларів (медіана — 67 500). Медіана доходів становила 37 292 долари для чоловіків та 35 417 доларів для жінок. За межею бідності перебувало 9,9 % осіб, у тому числі 0,0 % дітей у віці до 18 років та 20,9 % осіб у віці 65 років та старших.
Цивільне працевлаштоване населення становило 139 осіб. Основні галузі зайнятості: освіта, охорона здоров'я та соціальна допомога — 18,7 %, виробництво — 15,8 %, роздрібна торгівля — 13,7 %, сільське господарство, лісництво, риболовля — 12,9 %.